# Тау (Іглінський район)
Та́у (рос. Тау, башк. Тау) — село у складі Іглінського району Башкортостану, Росія. Входить до складу Лемезинської сільської ради.
Населення — 174 особи (2010; 184 в 2002).
Національний склад:
- башкири — 98 %